# لودفيغ فريدريك بروك
لودفيغ فريدريك بروك (بالنرويجية البوكمول: Ludvig Frederik Brock)‏ هو سياسي نرويجي، ولد في 20 أغسطس 1774 في يوفيك في النرويج، وتوفي في 22 نوفمبر 1853 في الدنمارك.